# Бригадировка (Изюмский район)
Бригади́ровка (укр. Бригадирівка), село,
Бригадировский сельский совет,
Изюмский район,
Харьковская область.
Код КОАТУУ — 6322881501. Население по переписи 2001 года составляет 443 (197/246 м/ж) человека.
Является административным центром Бригадировского сельского совета, в который, кроме того, входят сёла
Бабенково,
Липчановка и
Федоровка.

## Географическое положение
Село Бригадировка находится у истоков реки Сухой Изюмец, ниже по течению расположено село Бабенково.
На реке несколько запруд.

## Экономика
- Молочно-товарная ферма.

## Объекты социальной сферы
- Школа.